# Дипвотер (Мисури)
Дипвотер (енгл. Deepwater) град је у америчкој савезној држави Мисури.

## Демографија
По попису из 2010. године број становника је 433, што је 74 (-14,6%) становника мање него 2000. године.
| Група             | 2000.       | 2010.       |
| Белци             | 492 (97,0%) | 421 (97,2%) |
| Афроамериканци    | 8 (1,6%)    | 0 (0,0%)    |
| Азијати           | 0 (0,0%)    | 0 (0,0%)    |
| Хиспаноамериканци | 8 (1,6%)    | 7 (1,6%)    |
| Укупно            | 507         | 433         |